# مارسلو دآمبروسیو

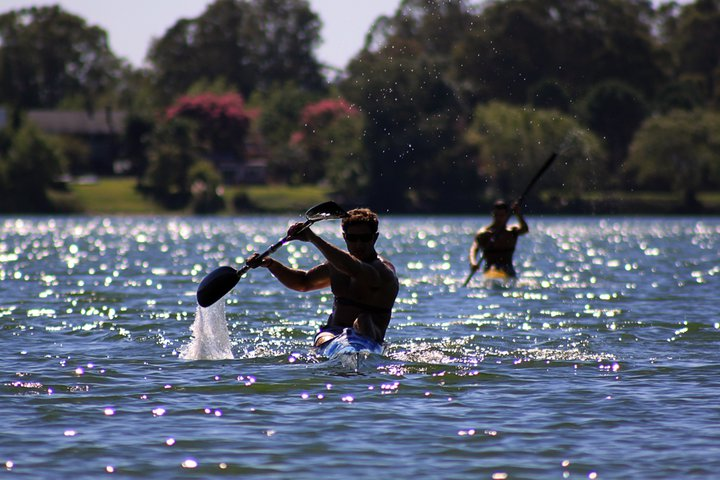

مارسلو دآمبروسیو قایقران سرعتی اسبق اروگوئه‌ای است. وی چندین بار قهرمان مسابقات کی–۱ ۲۰۰، ۵۰۰ و ۱۰۰۰ متر مسابقات قهرمانی ملی کانوئی اروگوئه شده‌است. وی برای آخرین بار در سال ۲۰۱۴ به رقابت پرداخت وی برای باشگاه Acal Náutico پارو می‌زد و اکنون مربی هاکی برای باشگاه Club Náutico در اروگوئه است.